# Oskar Georg Fischbach
Oskar Georg Fischbach (* 14. Dezember 1880 in Straßburg; † 1967 in München) war einer der Kommentatoren des Beamtenrechts vom Ende der Weimarer Republik bis in die Frühzeit der Bundesrepublik und Mitgestalter der Beamtengesetze der nationalsozialistischen Diktatur auf Ministerialebene.

## Leben
Nach dem Studium der Rechtswissenschaft in Straßburg, wo er auch 1907 promovierte, wurde Fischbach Zivilrichter. Im Anschluss an das Ende des Ersten Weltkrieges und den Verlust von Elsaß-Lothringen übersiedelte er zunächst nach Frankfurt am Main, später nach Berlin. Fischbach wurde Beamter des Reichsschatzamtes, dann des Reichsfinanzministeriums, für das er an Entwürfen des nationalsozialistischen Dienstrechtsprogramms mitwirkte, u. a. an den frühen Gesetzen von 1933, später vor allem am Deutschen Beamtengesetz 1937. Schließlich wurde er zum (letzten) Präsidenten der Reichsschuldenverwaltung ernannt.
Fischbach trat zum 1. Mai 1933 der NSDAP bei (Mitgliedsnummer 2.587.086) und gehörte dem Unterausschuss Beamtenrecht der nationalsozialistischen Akademie für Deutsches Recht an. Die Spruchkammer beim Magistrat von Groß-Berlin lehnte seine Entnazifizierung ab. Jedoch soll er parallel durch Bescheid der amerikanischen Militärregierung als sogenannter Mitläufer entnazifiziert worden sein.
Seine Aktivität als Autor größerer juristischer Monographien und Kommentator begann Fischbach noch in der Kaiserzeit mit einer Darstellung des öffentlichen Rechts des Reichslandes Elsaß-Lothringen. Während der Weimarer Republik entwarf er zunächst ein Allgemeines Staatsrecht und eine Allgemeine Staatslehre (die Sympathie für den italienischen Faschismus verdeutlicht), bevor er sich dem Beamtenrecht zuwandte und einen Kommentar zum Reichsbeamtengesetz publizierte. Das nationalsozialistische Dienstrecht erläuterte Fischbach von Anfang an, zumal jedoch mit seinem Werk zum Deutschen Beamtengesetz; in dessen Rahmen konzipierte er auch ein nationalsozialistisches Staatsrecht. Während der ersten Jahre der Bundesrepublik kommentierte er, typischer „Wendeautor“, das neue Bundesbeamtengesetz.

## Werke (Auswahl)
- Das öffentliche Recht des Reichslandes Elsaß-Lothringen, 1914.
- Allgemeines Staatsrecht, I und II, 1923.
- Allgemeine Staatslehre, 2. Aufl., 1928.
- Reichsbeamtengesetz, 1930.
- Reichsgesetz zur Wiederherstellung des Berufsbeamtentums, 1933.
- Reichsgesetz zur Änderung von Vorschriften auf dem Gebiete des allgemeinen Beamten-, des Besoldungs- und des Versorgungsrechts, 1933.
- Deutsches Beamtengesetz, I und II, 2. Aufl., 1940 (Nachtrag 1942).
- Deutsches Beamtengesetz und Bundespersonalgesetz, 1951.
- Landesbeamtengesetz Berlin, 1954.
- Bundesbeamtengesetz, I und II, 3. Aufl., 1964.